# 田家庵区
田家庵区（でんかあん-く）は、中華人民共和国安徽省淮南市に位置する市轄区。

## 行政区画
- 街道:田東街道、新淮街道、国慶街道、淮浜街道、朝陽街道、公園街道、洞山街道、竜泉街道、泉山街道
- 鎮:舜耕鎮、安成鎮、曹庵鎮、三和鎮
- 郷:史院郷